# Vrena församling
Vrena församling var en församling i Strängnäs stift och i Nyköpings kommun i Södermanlands län. Församlingen uppgick 2002 i Stigtomta-Vrena församling.

## Administrativ historik
Församlingen har medeltida ursprung. 
Församlingen var till 1 augusti 1938 annexförsamling i pastoratet Halla och Vrena för att därefter till 1962 vara annexförsamling i pastoratet Bettna, Vrena och Halla. Från 1962 till 1977 var den annexförsamling i pastoratet Bettna, Vrena och Husby-Oppunda, från 1977 till 1995 annexförsamling i pastoratet Stigtomta, Nykyrka, Halla, Bärbo, Husby-Oppunda och Vrena. I denna församling uppgick 1995 Halla och Husby-Oppunda församlingar. Den utökade församlingen utgjorde därefter ett pastorat med Stigtomta församling. Församlingen uppgick 2002 i Stigtomta-Vrena församling.

## Kyrkor
- Vrena kyrka
- Halla kyrka
- Husby-Oppunda kyrka